# Велике Чешњице
Велике Чешњице (словен. Velike Češnjice) су насељено место у општини Иванчна Горица, Средњесловенска регија, Словенија.

## Историја
До територијалне реорганизације у Словенији биле су у саставу старе општине Гросупље.

## Становништво
У попису становништва из 2011. године, Велике Чешњице су имале 220 становника.
| Број становника према пописима | Број становника према пописима | Број становника према пописима |
| ------------------------------ | ------------------------------ | ------------------------------ |
| 1991                           | 2002                           | 2011                           |
| 116                            | 185                            | 220                            |